# Enstatslösningen

En av flera föreslagna symboler/flaggor för den föreslagna nya statsbildningen, där Israel och Palestina förenas till en stat. Just denna variant har föreslagits av en anonym privatperson och lagts upp på Wikimedia Commons 2011.

Enstatslösningen är ett förslag till lösning av Israel–Palestina-konflikten. Den innebär att hela nuvarande Israel, Västbanken och eventuellt Gazaremsan skulle bilda en gemensam stat. Ett sätt att åstadkomma detta skulle kunna vara att Israel annekterar Palestina och därefter erbjuder palestinierna israeliskt medborgarskap. Den första gången en version av enstatslöningen lanserades var år 1947 av representanter från tre av länderna i den FN-kommitté som hade till uppgift att komma med förslag för den framtida ställningen för det brittiska palestinamandatet.

## Bakgrund
Efter Andra Världskrigets slut tillsattes en kommitté bestående av representanter från 11 länder (UNSCOP) med uppgift att komma med förslag till FN:s generalförsamling angående det brittiska mandatet Palestina. Två förslag lades fram. Dels ett förslag om att dela landet i två delar, vilket stöddes av en majoritet av länderna i kommittén. Men även ett motsatt förslag, stött av Jugoslavien, Indien och Iran, om att skapa en gemensam stat för såväl judar som palestinier. Huvuddragen i detta förslag var: ett enda medborgarskap, lika medborgerliga rättigheter för alla oavsett religion och etnicitet, fri tillgång till landets heliga platser samt skydd för gruppernas religiösa intressen. Ett huvudmotiv för förslaget var att en bibehållen territoriell integritet för Palestina var väsentligt för att förhindra övergrepp, våld och fördrivning av en stor del av landets arabiska befolkning vid en eventuell delning.

## Allmänhetens attityder
Stödet för enstatslösningen bland israeliska judar och bland judar generellt är lågt. Detta eftersom många av dem befarar att judarna då eller på sikt skulle bli en minoritet i denna nya statsbildning. Däremot är stödet för idén större bland palestinierna och bland arabiska israeler. Enligt en opinionsstudie av Dialog Institute i juni 2014 skulle 60 procent av israelerna stödja en separat Palestinsk stat, vid sidan om Israel, under förutsättning att premiärministern nådde en sådan överenskommelse med sin palestinska motpart. På frågan om långsiktig lösning föredrog 28 procent en delad stat (tvåstatslösning), 25 procent att dagens situation fortsätter, 23 procent en s.k. apartheidmodell (en stat, men begränsade medborgerliga rättigheter för palestinier) samt 10 procent en enstatslösning med samma medborgerliga rättigheter för alla. I studien ingick 504 respondenter och felmarginalen var 4,4 procent

## Debatt utanför Israel/Palestina
En nordisk förespråkare för enstatslösningen är Torbjörn Tännsjö, professor i praktisk filosofi. Han menar att de israeliska bosättningarna har omöjliggjort tvåstatslösningen, men att den bör undvikas ändå eftersom den inbjuder till etnisk rensning. Israel bör med fördel vara ett sekulärt land med samma rättigheter för invånare, dvs såväl judar som palestinier, men även andra. Kritik kom dock snabbt, bland annat från Samfundet Sverige-Israel genom Ulf Öfverberg och Lisa Abramowicz, generalsekreterare vid Svensk Israel-information. De menar att tvåstatslösning, inte enstatslösning, har stöd av en stor majoritet hos båda folken. Detta för att kunna utöva nationellt självbestämmande, något som också finns grundat i folkrätten.

### Böcker
- Ali Abunimah (2007). One Country: A Bold Proposal to End the Israeli-Palestinian Impasse. Macmillan. ISBN 978-0-8050-8666-9
- Alan Dershowitz (4 augusti 2006). The Case for Peace: How the Arab-Israeli Conflict Can be Resolved. John Wiley and Sons. ISBN 978-0-470-04585-5. http://books.google.com/books?id=vXVp66UnFaUC
- Dov Friedlander; Calvin Goldscheider (1979). The population of Israel. Hebrew University of Jerusalem. ISBN 978-0-231-04572-8
- Caroline Glick (4 mars 2014). The Israeli Solution: A One-State Plan for Peace in the Middle East. Crown Forum. ISBN 0385348061. http://books.google.com/books?id=WS-0AAAAQBAJ&
- Susan Lee Hattis (1970). The bi-national idea in Palestine during Mandatory times. Haifa: Shikmona. http://books.google.com/books?id=O4htAAAAMAAJ
- Ruth Gavison, "Jewish and Democratic? A Rejoinder to the "Ethnic Democracy" Debate," Israel Studies, 31 mars 1999
- Leon, Dan. Binationalism: A Bridge over the Chasm. Palestine-Israel Journal, 31 juli 1999.
- Martin Buber; Paul R. Mendes-Flohr (1994). A land of two peoples: Martin Buber on Jews and Arabs. University of Chicago Press. ISBN 978-0-226-07802-1. http://books.google.com/books?id=IE5B_0AjQjkC
- Pressman, Jeremy, "The Best Hope - Still?" Boston Review, juli/augusti 2009.
- Reiner, M., "Palestine - Divided or United? The Case for a Bi-National Palestine before the United Nations" Lord Samuel; E. Simon; M. Smilansky; Judah Leon Magnes. Ihud Jerusalem 1947. Includes submitted written and oral testimony before UNSCOP; IHud's Proposals include: political, immigration, land, development (Reprinted Greenwood Press Reprint, Westport, CT, 1983, ISBN 0-8371-2617-7)
- Arnon Sofer, "Demography in the Land of Israel in the Year 2000", the University of Haifa, 1987
- "Begin Loyalist Given Inside Track for Dayan's Job", Washington Post, 14 november 1979
- "Fifteen Years' Successful Conquest Has Wounded Israel's Soul", Washington Post, 6 juni 1982
- Said, E. "The End of the Peace Process: Oslo and After," Granta Books, London: 2000
- Virginia Q. Tilley (2005). The one-state solution: a breakthrough for peace in the Israeli-Palestinian deadlock. Manchester University Press. ISBN 978-0-7190-7336-6. http://books.google.com/books?id=4-Mun0HBek4C

### Artiklar
Ett urval av artiklar som argumenterar för enstatslösningen
- Settlers and Palestinians who prefer a bi-national state Haaretz (Hebrew)
- The One State Declaration (Madrid and London, 2007)
- Nasser Abufarha, "Proposal for an Alternative Configuration in Palestine-Israel," Alternative Palestinian Agenda. Hämtad 17-12-2013.
- Arieh Eldad, "Two States for Two Peoples on Two Sides of the Jordan," The One State Solution Israel.
- The bi-national idea in Israel/Palestine: past and present av Tamar Hermann

Ett urval av artiklar som argumenterar mot enstatslösningen
- What's Wrong with the One-State Agenda? av Hussein Ibish
- One-state solution a pipedream av Ray Hanania
- A One-State Solution: Advocating Israel's Destruction av Honest Reporting
- Who's in Favor of Annihilating Israel? av Yoel Esteron
- Why advocating a one-state solution does not help the Palestinians av Dan Fleshler
- Zionist Realities av Yoav Peled, New Left Review (2006)